# Pehr Zacharias Strand
Pehr Zacharias Strand, född 30 juni 1797 i Klara församling, Stockholm, död 25 februari 1844 i Kumla församling, Örebro län, var en svensk orgelbyggare.

## Biografi
Strand föddes i Stockholm som son till orgelbyggeridirektören Pehr Strand och hans hustru Rebecca Nordström. Han fick sin första utbildning hos fadern och år 1820 fick han statsstipendium utomlands. Han fick även senare Kungligt Privilegium som orgelbyggare. 1830 åkte han ner i Skåne för att inspektera orgelbyggena i kyrkor där. Bland annat hade han kritik att framföra mot förmodligen självlärde orgelbyggaren Grönvalls orglar i en del kyrkor. Även kampanjannonser skickades in för att promota hans arbete i bland annat Lunds Weckoblad. Strand kom ner till Skåne även 1836 och hade en agent för hans orglar, Em. Wenster i Lund, som hade några modeller att sälja. År 1842 hade P. Z. Strand gått i konkurs men borgenärerna lovade tillsammans med Strand, att alla ingångna kontrakt skulle uppfyllas och nya beställningar kunde göras med honom eller konkursboets gode män.
Från åtminstone år 1834 bodde han och hans familj på Kungsholmen i kvarteret Fikonträdet nummer 3 i Stockholm fram till Strands död 1844. Dödsfallet skedde hemma hos C. L. Lindberg, organolog och präst i Kumla församling i Närke. Där hade han börjat bygga en ny orgel. Han begravdes på Kumla kyrkogård den 7 mars samma år.
Han var gift med Sophia Antoinetta Strand och hade barnen Sofia Magdalena Henrietta, född 3 november 1833 i Kungsholms församling, Stockholm, och Charlotta Rebecka, född 4 november 1838 i samma församling.

## Orgelverk
| År              | Ursprunglig kyrka                 | Stift      | Bild | Manualer | Pedal        | Stämmor  | Bevarad orgel/fasad | Övrigt |
| --------------- | --------------------------------- | ---------- | ---- | -------- | ------------ | -------- | ------------------- | --- |
| 1814            | Fors kyrka                        | Strängnäs  |      |          |              | 12       | Nej/Ja              | En ny orgel byggdes 1921 av Åkerman & Lund, Sundbyberg. |
| 1819            | Heliga Trefaldighets kyrka, Gävle | Uppsala    |      |          |              |          | Nej/Nej             | Byggdes tillsammans med Pehr Strand. En ny orgel byggdes 1889 av E A Setterquist & Son, Örebro. |
| 1819–1820       | Kumla kyrka, Västmanland          | Västerås   |      | 1        | Bihängd      | 12       | Nej/Nej             | En ny orgel byggdes 1902 av Åkerman & Lund, Stockholm. |
| 1820            | Tärna kyrka                       | Västerås   |      | 1        | Bihängd      | 7        | Nej/Nej             | En ny orgel byggdes 1899 av E A Setterquist & Son, Örebro. |
| 1822            | Håtuna kyrka                      | Uppsala    |      |          |              | 8 1⁄2    | Nej/Ja              | En ny orgel byggdes 1925 av E A Setterquist & Son, Örebro. Fasaden byggdes samtidigt om av Bror Almqvist. |
| 1824            | Fjälkinge kyrka                   | Lunds      |      |          |              | 12       | Nej/Nej             | Orgeln byggdes tillsammans med Pehr Strand. En ny orgel byggdes 1900 av E A Setterquist & Son, Örebro. Strands orgel flyttades 1900 till Kiaby kyrka. En ny orgel byggdes i Kiaby kyrka 1939 av Bo Wedrup, Uppsala. |
| 1824            | Göteborgs Fattighuskyrka          | Göteborgs  |      |          |              |          | Nej/Nej             | En ny orgel byggdes 1877 av Marcussen & Sön, Aabenraa, Danmark. |
| 1824            | Regna kyrka                       | Linköpings |      |          |              | 11       | Nej/Nej             | En ny orgel byggdes 1915 av E A Setterquist & Son, Örebro. (Gunnar Setterquists ledning). |
| 1825            | Östervåla kyrka                   | Uppsala    |      | 1        |              | 11       | Ja/Ja               | 1927 byggdes en ny orgel av Åkerman & Lunds Nya Orgelfabriks AB, Sundbybergs stad. Den flyttades 1951 till Östervåla missionskyrka. 1952 Tog Strands orgel åter i bruk. Samtidigt tillbyggdes bröstverket och pedal av The Frobenius, Kongens Lyngby, Danmark. 1989 omintonerades bröstverket av Mads Kjersgaard, Uppsala. |
| 1825            | Urshults kyrka                    | växjö      |      |          |              | 20       | Nej/Ja              | En ny orgel byggdes 1922 av Walcker Orgelbau, Ludwigsburg, Tyskland. |
| 1826            | Länna kyrka, Uppland              | Uppsala    |      | 1        | Självständig | 11       | Ja (delvis)/Ja      | En ny orgel byggdes 1895 av Anders Victor Lundahl, Stockholm. 8 stämmor från Strands orgel ingår i den nuvarande orgeln. |
| 1824 eller 1826 | Caroli kyrka, Borås               | Skara      |      |          |              | 30       | Nej/Ja              | En ny orgel byggdes 1919 av Åkerman & Lund, Stockholm. |
| 1827            | Ludvika kyrka                     | Västerås   |      | 1        | Självständig | 12       | Nej/Nej             | En ny orgel byggdes 1910 av Johannes Magnusson, Göteborg. |
| 1827            | Trefaldighetskyrkan, Karlskrona   | Lunds      |      | 2        | Självständig | 22       | Ja/Ja               | Orgeln förändrades 1905 och 1934. Orgeln renoverades och återställdes till ursprungligt skick 1962 av Bröderna Moberg, Sandviken. |
| 1827            | Jonstorps kyrka                   | Lunds      |      |          |              | 9 1⁄2    | Nej/Nej             | En ny orgel byggdes 1927 av E F Walcker, Ludwigsburg, Tyskland. |
| 1827            | Villstads kyrka                   | Växjö      |      |          |              | 10       | Nej/Nej             | En ny orgel byggdes 1913 av Emil Wirell, Växjö. |
| 1828            | Torps kyrka, Medelpad             | Härnösands |      |          |              |          |                     | |
| 1828            | Arnö kyrka                        | Uppsala    |      | 1        | Bihängd      | 5        | Ja/Ja               | [ 8 ] |
| 1829            | Adelsö kyrka                      | Uppsala    |      | 1        | Bihängd      | 6        | Ja/Ja               | Orgeln har förändrats flera gånger. 1987 återställdes orgeln till den ursprungliga dispositionen av K Kaliff Instrumentbyggare AB, Ålem. |
| 1829            | Frötuna kyrka                     | Uppsala    |      |          |              | 7 1⁄2    | Nej/Nej             | En ny orgel byggdes 1916 av E A Setterquist & Son, Örebro. (Gunnar Setterquists ledning). |
| 1829            | Rasbokils kyrka                   | Uppsala    |      | 1        | Bihängd      | 7        | Ja/Ja               | Orgeln var placerad på en västläktaren. 1909 flyttades den till ett podium i väster. 1932 renoverades orgeln av Åkerman & Lunds Nya Orgelfabriks AB, Sundbybergs stad. 1971 renoverades orgeln av Bröderna Moberg, Sandviken.                                                                                              |
| 1829            | Hammerdals kyrka                  | Härnösands |      |          |              |          |                     | |
| 1829            | Skultuna kyrka                    | Västerås   |      |          |              | 12       | Nej/Ja              | En ny orgel byggdes 1905 av E A Setterquist & Son, Örebro. |
| 1830            | Björnlunda kyrka                  | Strängnäs  |      | 1        | Bihängd      | 6        | Nej/Ja              | En ny orgel byggdes 1912 av Olof Hammarberg, Göteborg. |
| 1831            | Kungsholms kyrka                  | Uppsala    |      |          |              | 32       | Nej/Nej             | En ny orgel byggdes 1898 av Åkerman & Lund, Stockholm. |
| 1832            | Västra Ryds kyrka, Uppland        | Uppsala    |      | 1        |              |          | Ja/Ja               | 1866 byttes Qvinta 3' ut mot Gamba 8' av Frans Andersson, Stockholm. 1944 byggdes pedal och en andra manual till av J A Johnsson, Duvbo. Han gjorde även orgeln pneumatisk och bytte tillbaka Qvinta 3' mot Gamba 8'. 1985 omdisponerades orgeln av Gunnar Carlsson, Borlänge.                                             |
| 1832            | Sankt Anna kyrka, Östergötland    | Linköpings |      | 1        | Självständig | 15       | Nej/Ja              | 1923 byggdes orgeln om av J A Lund, Linköping och hade efter ombyggnationen 23 stämmor, två manualer och pedal. En ny orgel byggdes 1967 av Richard Jacoby Orgelverkstad AB, Stockholm. |
| 1832            | Sofia Albertina kyrka             | Lunds      |      |          |              | 21       | Nej/Ja              | En ny orgel byggdes 1904 av Åkerman & Lund, Stockholm. |
| 1832            | Kungsängens kyrka                 | Uppsala    |      | 1        | Bihängd      | 6        | Nej/Ja              | En ny orgel byggdes 1920 av Furtwängler & Hammer, Hannover, Tyskland. |
| 1832            | Törnsfalls kyrka                  | Linköpings |      |          |              | 7        | Nej/Ja              | En ny orgel byggdes 1928 av E A Setterquist & Son, Örebro. (Under Gunnar Setterquists ledning). |
| 1833            | Ramnäs kyrka                      | Västerås   |      | 2        | Självständig | 25 (max) | Ja/Ja               | Orgeln omändrades och utökades 1937 av Åkerman & Lund, Sundbyberg. 1957 omändrades orgeln av Frede Aagaard. |
| 1833            | Grödinge kyrka                    | Strängnäs  |      |          |              | 6        | Nej/Ja              | En ny orgel byggdes 1941 av John Vesterlunds Orgelbyggeri, Lövstabruk. |
| 1833            | Oppeby kyrka                      | Linköpings |      |          |              | 9        | Nej/Nej             | Orgeln byggdes om 1922 till 12 stämmor av Carl Axel Lund. En ny orgel byggdes 1954 av Åkerman & Lund, Knivsta. |
| 1834            | Fasterna kyrka                    | Uppsala    |      |          |              |          | Ja (delvis)/Ja      | En ny orgel byggdes 1938 av John Vesterlund, Lövstabruk. En stor del av Strands pipor ingår i den nuvarande. |
| 1834            | Edebo kyrka                       | Uppsala    |      |          |              | 12       | Ja (delvis)/Ja      | En ny orgel byggdes 1936 av Johan Vesterlund, Lövstabruk. 10 stämmor i den nuvarande är från Strands orgel. |
| 1834            | Lidingö kyrka                     | Uppsala    |      |          |              | 7        | Nej/Nej             | En ny orgel byggdes cirka 1912 av Carl Richard Löfvander. |
| 1834            | Övergrans kyrka                   | Uppsala    |      |          |              | 6        | Ja (delvis)/Ja      | En ny orgel byggdes 1929 av Erikson & Johnsson, Duvbo. Tre stämmor från Strands orgel finns bevarade i den nuvarande orgeln. |
| 1834            | Bjurholms kyrka                   | Luleå      |      |          |              |          |                     | |
| 1835            | Gryts kyrka                       | Linköpings |      | 1        | Självständig | 17       | Ja/Ja               | Orgeln har förändrats flera gånger. 1961 renoverades orgeln av Richard Jacoby Orgelverkstad AB, Stockholm. |
| 1835            | Brännkyrka kyrka                  | Strängnäs  |      | 1        | Bihängd      | 8        | Nej/Nej             | En ny orgel byggdes 1900 av Åkerman & Lund, Stockholm. |
| 1835            | Interims kyrkan i Skeppsholmen    | Uppsala    |      | 1        |              | 8        | Nej/Ja              | Orgeln flyttades till den nybyggda Skeppsholmskyrkan. En ny orgel byggdes 1873 av Per Larsson Åkerman, Stockholm i Skeppsholmskyrkan. Orgeln flyttades 1877 till Tjureda kyrka. En ny orgel byggdes 1936 av Olof Hammarberg, Göteborg. Fasaden finns bevarad i Tjureda kyrka.                                              |
| 1835            | Sankt Johannes kyrka, Norrköping  | Linköpings |      |          |              |          | Ja/Ja               | Orgeln byggdes ut 1868 av Sven Nordström, Flisby och har efter utbyggnaden 21 stämmor, två manualer och pedal. |
| 1836            | Lunds domkyrka                    | Lunds      |      |          |              | 61       | Nej/Nej             | Orgeln byggdes om 1876 av Marcussen & Sön, Aabenraa, Danmark och hade då lika många stämmor. En ny orgel byggdes av Marcussen & Sön år 1934. |
| 1836            | Håbo-Tibble kyrka                 | Uppsala    |      |          |              | 6        | Nej/Ja              | Orgeln var byggt på en läktare som revs 1915. En ny orgel byggdes samma år av Åkerman & Lund, Sundbybergs köping. |
| 1836            | Saint Andrew's Church             | Göteborgs  |      |          |              | 8        | Nej/Nej             | Orgeln flyttades 1862 till Kållereds kyrka av Adolf Fredrik Pettersson, Göteborg. En ny orgel byggdes till Kållereds kyrka 1902 av Olof Hammarberg, Göteborg. |
| 1837            | Caroli kyrka, Malmö               | Lunds      |      |          |              | 10       | Nej/Nej             | En ny orgel byggdes 1881 av Anders Victor Lundahl, Malmö. Strands orgel flyttades 1884 till Vanstads kyrka. En ny orgel byggdes 1937 i Vanstads kyrka av A Mårtenssons Orgelfabrik AB, Lund. |
| 1837            | Kviinge kyrka                     | Lunds      |      |          |              | 8        | Nej/Nej             | En ny orgel byggdes 1931 av M J & H Lindegren, Göteborg. |
| 1837            | Gryts kyrka                       | Lunds      |      | 1        | Självständig | 8        | Nej/Ja              | En ny orgel byggdes 1932 av M J & H Lindegren, Göteborg. 1982 byggde J Künkels Orgelverkstad Ab, Lund en rekonstruktion av Strands orgel i kyrkan. Större delen av pipverket kommer strån Strands orgel. |
| 1837            | Österåkers kyrka, Uppland         | Uppsala    |      |          |              |          | Nej/Nej             | En ny orgel byggdes 1926 av E A Setterquist & Son, Örebro. |
| 1838            | Ukna kyrka                        | Linköpings |      |          |              | 7 1⁄2    | Nej/Ja              | En ny orgel byggdes 1937 av Gebrüder Rieger, Jägerndorf, Österrike. |
| 1838            | Långemåla kyrka                   | Växjö      |      |          |              | 12       | Nej/Nej             | En ny orgel byggdes 1954 av Frederiksborgs Orgelbyggeri, Hilleröd, Danmark. |
| 1838            | Högsby kyrka                      | Växjö      |      |          |              | 14       | Nej/Nej             | En ny orgel byggdes 1931 av Åkerman & Lund, Sundbyberg. |
| 1838            | Munsö kyrka                       | Uppsala    |      | 1        | Bihängd      | 6        | Ja/Ja               | Orgeln har flera gånger förändrats. 1981 renoverades orgeln av A Magnussons Orgelbyggeri AB, Mölnlycke. |
| 1838            | Roslags-Bro kyrka                 | Uppsala    |      | 1        | Självständig | 12       | Ja/Ja               | Orgeln renoverades 1985 av A Magnussons Orgelbyggeri AB, Mölnlycke. |
| 1839 eller 1840 | Lena kyrka, Uppland               | Uppsala    |      |          |              | 6        | Nej/Nej             | En ny orgel byggdes 1925 av Furtwängler & Hammer, Hannover, Tyskland. |
| 1839            | Burträsks kyrka                   |            |      |          |              |          |                     | Står nu i Kalvträsks kyrka. |
| 1839            | Riddarholmskyrkan                 | Uppsala    |      |          |              |          | Nej/Ja              | Fasaden till orgeln ritades 1817 av Fredrik Blom till en orgel som byggdes samma år av Zacharias Liljefors och Pehr Strand. Orgeln var ospelbar vid slutet av 1800-talet. En ny orgel byggdes 1920 av E A Setterquist & Son, Örebro. (Under Gunnar Setterquists ledning).                                                  |
| 1839            | Trosa stads kyrka                 | Strängnäs  |      |          |              | 4        | Nej/Nej             | Orgeln byggdes om och utökades 1893 av Anders Victor Lundahl, Stockholm till 9 stämmor och 1945 till 18 stämmor. En ny orgel byggdes 1969 av Åkerman & Lund, Knivsta. |
| 1840            | Jacobs kyrka                      | Uppsala    |      | 3        | Självständig | 40       | Nej/Ja              | Fasaden som användes var från 1746 av Olof Hedlund. En ny orgel byggdes 1914 av E A Setterquist & Son, Örebro. (Under Gunnar Setterquists ledning). |
| 1841            | Hjortsberga kyrka                 | Växjö      |      |          |              |          | Nej/Ja              | En ny orgel byggdes 1939 av A Mårtenssons Orgelfabrik AB, Lund. |
| 1841            | Östra Ryds kyrka                  | Uppsala    |      | 1        | Självständig | 10       | Ja/Ja               | Fasaden är från 1781 års orgel byggd av Jonas Ekengren, Stockholm. 1949 byggdes orgeln om till pneuamtisk och utökades med en andra manual (6 stämmor) av Th Frobenius & Co, Lyngby, Danmark. 1980 renoverades och ombyggdes orgeln av Marcussen & Sön, Aabenraa, Danmark. Orgeln blev då åter mekanisk.                   |
| 1842            | Klockrike kyrka                   | Linköpings |      | 2        | Självständig | 20       | Ja/Ja               | Orgeln omdisponerades 1940 av Olof Hammarberg, Göteborg. |
| 1842            | Simonstorps kyrka                 | Linköpings |      |          |              | 4        | Nej/Ja              | En ny orgel byggdes 1935 av Olof Hammarberg, Göteborg. |
| 1842            | Tyresö kyrka                      | Strängnäs  |      | 1        | Bihängd      | 8        | Nej/Ja              | Orgeln byggdes om 1932 av Åkerman & Lund, Sundbyberg till 18 stämmor, två manualer och pedal. En ny orgel byggdes 1967 av Åkerman & Lund, Knivsta. Fasaden och huvudverkets väderlåda är bevarade från Strands orgel. |
| 1842            | Ålems kyrka                       | Växjö      |      |          |              | 18       | Nej/Nej             | En ny orgel byggdes 1910 av Åkerman & Lund, Stockholm. |
| 1842            | Lästringe kyrka                   | Strängnäs  |      |          |              | 6 1⁄2    | Nej/Ja              | En ny orgel byggdes 1939 av E. A. Setterquist & Son Eftr., Örebro. under firmans nye ägare Birger Göranssons ledning. |
| 1842            | Överluleå kyrka                   |            |      |          |              |          |                     | |
| 1842            | Norbergs kyrka                    | Västerås   |      | 2        | Självständig | 20       | Nej/Ja              | En ny orgel byggdes 1904 av Johannes Magnusson, Göteborg. |
| 1843            | Össeby-Garns kyrka                | Uppsala    |      | 1        |              | 8        | Nej/Ja              | En ny orgel byggdes 1927 av Åkerman & Lund, Sundbyberg. |
| 1843–1845       | Sankt Nicolai kyrka, Örebro       | Strängnäs  |      | 2        | Självständig | 26       | Nej/Nej             | Påbörjad av Pehr Zacharias Strand och fullbordad 1845 av Johan Blomqvist och Anders Vilhelm Lindgren. |
| 1843            | Ekerö kyrka                       | Uppsala    |      | 1        |              | 7        | Nej/Ja              | En ny orgel byggdes 1932 av Åkerman & Lund, Sundbyberg. |
| 1843            | Häggeby kyrka                     | Uppsala    |      | 1        | Bihängd      | 7        | Ja/Ja               | [ 8 ] |
| 1845–1846       | Ekeby kyrka                       | Strängnäs  |      |          |              | 8        | Nej/Nej             | Påbörjad av Pehr Zacharias Strand och fullbordad 1846 av Johan Blomqvist och Anders Vilhelm Lindgren. En ny orgel byggdes 1916 av E A Setterquist & Son, Örebro. (Under Gunnar Setterquists ledning). |
| 1845            | Sofia Magdalena kyrka, Askersund  | Strängnäs  |      | 2        | Självständig | 16       | Nej/Nej             | Påbörjad av Pehr Zacharias Strand och fullbordad av Johan Blomqvist och Anders Vilhelm Lindgren. En ny orgel byggdes 1922 av W Sauer, Frankfurt, Tyskland. |
| 1846            | Stora Mellösa kyrka               | Strängnäs  |      |          |              | 16       | Nej/Ja              | Påbörjad av Pehr Zacharias Strand och fullbordad av Johan Blomqvist och Anders Vilhelm Lindgren. En ny orgel byggdes 1919 av E A Setterquist & Son, Örebro. (Under Gunnar Setterquists ledning). |
|                 | Kungliga Operan                   |            |      |          |              |          |                     | |

### Orglar i Finland
| År | Ursprunglig kyrka | Stift | Bild | Manualer | Pedal | Stämmor | Bevarad orgel/fasad | Övrigt |
| -- | ----------------- | ----- | ---- | -------- | ----- | ------- | ------------------- | ------ |
|    | Ekenäs kyrka      |       |      |          |       |         |                     |        |
|    | Lovisa stadskyrka |       |      |          |       |         |                     |        |
|    | Wigtis kyrka      |       |      |          |       |         |                     |        |

### Orglar i Tyskland
| År   | Ursprunglig kyrka | Stift | Bild | Manualer | Pedal | Stämmor | Bevarad orgel/fasad | Övrigt |
| ---- | ----------------- | ----- | ---- | -------- | ----- | ------- | ------------------- | ------ |
| 1822 | Zuckelhausen      |       |      |          |       |         |                     |        |

### Ombyggnationer
| År        | Ursprunglig kyrka     | Stift     | Bild | Manualer | Pedal        | Stämmor | Bevarad orgel/fasad | Övrigt |
| --------- | --------------------- | --------- | ---- | -------- | ------------ | ------- | ------------------- | --- |
| 1824      | Göteborgs domkyrka    | Göteborgs |      |          |              |         | Nej/Ja              | Strand förändrades 1824 en orgel. Orgeln var påbörjad 1812 av Olof Schwan och fullbordad 1816 av Johan Ewerhardt den yngre, Stockholm och hade 42 stämmor. Den förändrades även 1839 av Gustaf Andersson, Stockholm. 1849 och 1864 ombyggdes och utbyggdes orgeln av Marcussen & Sön, Aabenraa, Danmark till 51 stämmor. En ny orgel byggdes 1904 av Eskil Lundén, Göteborg. |
| 1826      | Saint Andrew's Church | Göteborgs |      | 1        | -            | 4       | Ja/Ja               | Strand byggde om en orgel 1826 som var byggd 1815 av Claes Constantin Rosendahl. Orgeln skänktes 1872 till Lycke kyrka. |
| 1833–1834 | Lovö kyrka            | Strängnäs |      | 1        | Bihängd      | 7       | Ja/Ja               | Strand byggde mellan 1833 och 1834 om en orgel till 7 stämmor. Orgeln var byggd 1797 av Per Niclas Forsberg, Drottningholm. Orgeln flyttades 1885 till Sånga kyrka. 1965 byggdes en ny orgel i Sånga av Grönlunds Orgelbyggeri AB, Gammelstad och 1968 flyttades Forsbergs orgel till Skå kyrka. 1981 renoverades orgeln av Åkerman & Lund, Knivsta.                         |
| 1838      | Estuna kyrka          | Uppsala   |      |          |              | 9       | Nej/Nej             | Strand renoverades och tillbyggde en orgel till 9 stämmor år 1838. Orgeln var byggd 1765 av Jacob Westervik, Stockholm med 5 stämmor. En ny orgel byggdes 1899 av E A Setterquist & Son, Örebro. |
| 1838      | Kalmar domkyrka       | Växjö     |      | 2        | Självständig | 34      | Ja/Ja               | Strand byggde om en orgel 1838. Den var byggd 1759 av Lars Wahlberg, Vimmerby. En ny orgel byggdes 1883 av Åkerman & Lund, Stockholm i domkyrkan. Wahlbergs orgel flyttades 1883 till Vissefjärda kyrka. Den renoverades 1971 av J Künkels Orgelverkstad AB, Lund. Då rekonstruerades registren som sedan en tid varit pneumatiska.                                          |
| 1844      | Kumla kyrka, Närke    | Strängnäs |      | 2        | Självständig | 20      | Nej/Nej             | Strand byggde om en orgel 1844 till 20 stämmor, två manualer och pedal. Den var byggd 1842 av Pehr Gullbergson, Lillkyrka. En ny orgel byggdes 1903 av E A Setterquist & Son, Örebro. |

## Medarbetare
- Johan August Josefsson